# Colle (Arba)
Colle (Cuel in friulano) è l'unica frazione del comune italiano di Arba, in provincia di Pordenone.

## Geografia fisica
Si colloca nell'area nordorientale del territorio comunale, presso la riva destra del Meduna. Appena oltre il fiume si trova Sequals, nascosta dal col Palis.
Il paese è costituito da una parte "bassa", sviluppatasi attorno al crocevia formato dalla SR 464 "di Spilimbergo" e dall'asse via Arba-via Sequals (SP 3 "di Orgnese"), e da una parte "alta" raccolta sulla modesta altura (255 m) dove sorge la chiesa.

## Storia
Nel medioevo Colle fece parte del feudo di Fanna, che i patriarchi di Aquileia avevano concesso alla famiglia Polcenigo.
Divenne frazione del comune di Arba solo nel 1959, quando fu distaccata da Cavasso Nuovo.

## Monumenti e luoghi d'interesse

### Chiesa parrocchiale
La parrocchiale di San Gottardo ha origini molto antiche, essendo stata consacrata nel febbraio del 1441 dal vescovo di Concordia Giovanni Battista dal Legname. Come ritiene il Degan, la chiesa subì vari rifacimenti e quindi seguirono altre consacrazioni, ma mancano testimonianze certe.
L'attuale edificio, tuttavia, fu concluso nel 1987, poiché l'originale è andato distrutto nel terremoto del 1976 (il progetto è di Ettore Polesel). All'interno ha trovato posto una pregevole cattedra lignea proveniente dalla costruzione precedente (XVIII secolo).
Colle, staccata dalla pieve di Cavasso nel 1753, è stata elevata a parrocchia nel 1959.